# Gustav Regler

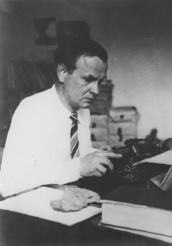
Gustav Regler, 1944

Gustav Regler (* 25. Mai 1898 in Merzig; † 14. Januar 1963 in Neu-Delhi) war ein deutscher Schriftsteller und Journalist. Als Kommunist emigrierte er 1933 aus Deutschland. Seine Bücher Im Kreuzfeuer (über den Einsatz für den Status quo im Rahmen der Saarabstimmung 1935), Das große Beispiel (über den Kampf der Internationalen Brigaden im Spanischen Bürgerkrieg) und Das Ohr des Malchus als autobiografischer Bericht über seine Lebensstationen sowie seine etappenweise erfolgende Abkehr vom Stalinismus schildern einerseits wichtige Phasen des antifaschistischen Engagements in den dreißiger Jahren, andererseits aber auch die zunehmende Abkehr vom stalinistischen System in der Sowjetunion, wie sie für viele Linke typisch war.

## Leben
Gustav Regler war der älteste Sohn des Buchhändlers Michael Georg Regler (1867–1937) und dessen Ehefrau Helene Gertrud Regler (1871–1958), geborene Steinmetz. Seine Geschwister waren Franz Regler (1897–1974) und Marianne Regler (1901–1988).
Am Ersten Weltkrieg nahm er als Soldat teil. An der Westfront in Frankreich wurde er verwundet und gasvergiftet. In den Nachkriegsjahren studierte er in München und Heidelberg Philosophie, Französisch und Geschichte. 1922 wurde Regler zum Dr. phil. mit der Dissertation Die Ironie im Werk Goethes bei Franz Muncker promoviert. Im selben Jahr heirateten Gustav Regler und Charlotte Dietze. Seine Ehefrau war die Tochter eines Textilunternehmers, in dessen Konzern in Leipzig und Berlin Regler kurzfristig auch tätig war. Der Ehe entstammte der Sohn Dieter Regler (1923–1941). Die Ehe wurde 1927 geschieden.
Mitte der 1920er Jahre verlegte Regler seinen Wohnsitz nach Nürnberg, wo er als Redakteur bei der Nürnberg-Fürther Morgenpresse arbeitete. 1928 erschien sein Erstlingswerk Zug der Hirten, das von der Kritik beifällig aufgenommen wurde. Bei einem zufälligen Besuch in Worpswede lernte Regler im Sommer 1928 die Goldschmiedin und Grafikerin Marie Luise (genannt Mieke) Vogeler (1901–1945) kennen. Sie war die älteste Tochter des Malers Heinrich Vogeler und dessen Frau Martha. Das sozialistische Engagement seiner Frau beeinflusste Regler. 1929 übersiedelte das Paar nach Berlin-Wilmersdorf in die Künstlerkolonie am Laubenheimer Platz. 1929 erfolgte der Eintritt in die KPD. „Es gibt keine komplizierte, etwa ideologische Erklärung meines Beitritts zur Kommunistischen Partei. Alle Sicht wurde vereinfacht zu dem Satz: So kann es nicht weitergehen!“
Nach dem Reichstagsbrand 1933 floh Regler als Staatsfeind Nr. 19 vor der Gestapo über Worpswede und das Saarland nach Paris. Dort beteiligte er sich in Münzenbergs Stab am Braunbuch über Reichstagsbrand und Hitler-Terror. Sein kirchenkritischer Roman Der verlorene Sohn wurde im Querido Verlag in Amsterdam verlegt, einem für die gesamte Exilliteratur zunehmend wichtigen Verlag. 1934 verfasste er im Parteiauftrag den linientreuen politischen Agitationsroman Im Kreuzfeuer, den aber die tatsächlichen Ereignisse im Saargebiet überholten. Im Abstimmungskampf an der Saar für den Status quo mit der Devise „Für Deutschland, gegen Hitler“ musste er dann trotz großem persönlichen Engagement die bittere Abstimmungsniederlage am 13. Januar 1935 miterleben (über 90 % der Saarländer stimmten für einen Anschluss an das Deutsche Reich); noch in der gleichen Nacht flüchtete er über die französische Grenze. Seit dem 3. November 1934 stand Gustav Regler auf der dritten Ausbürgerungsliste des Deutschen Reichs.

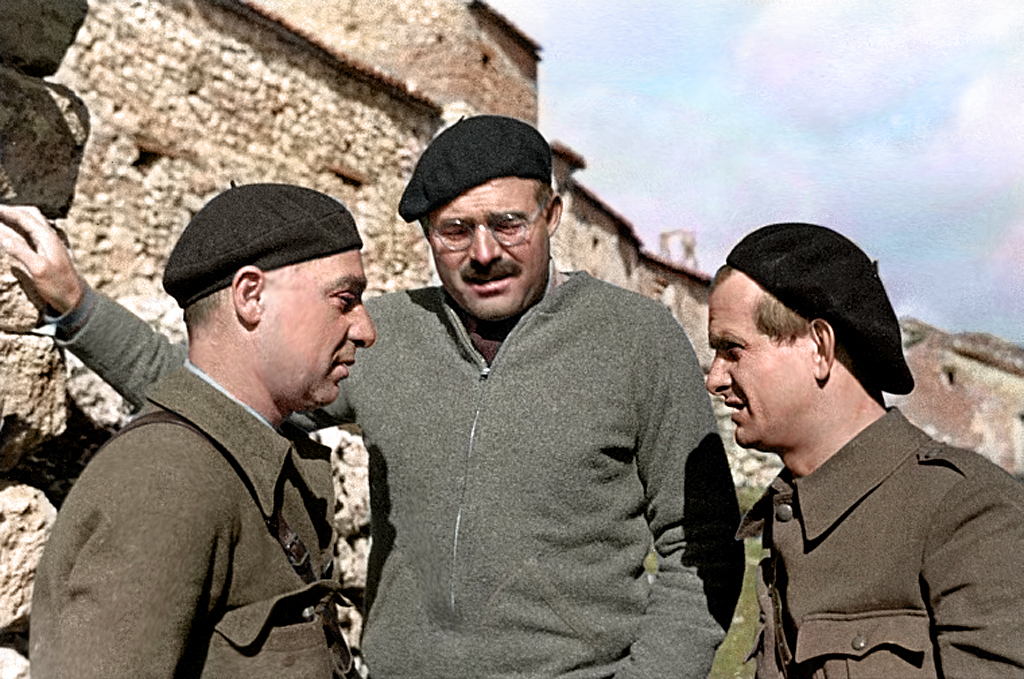
Gustav Regler, rechts, mit Ernest Hemingway, Mitte, und Ilja Ehrenburg während des Spanischen Bürgerkrieges

Es folgten mehrere Besuche in der Sowjetunion. Gustav Regler war laut Oskar Maria Graf „ein kommunistischer Musterschüler“. Klaus Mann beschrieb ihn als „derartig kommunistisch, dass einem vor so viel militantem Glaubenseifer etwas ängstlich zumute wird.“ Ab 1936 entwickelte sich bei Regler eine immer größere Skepsis gegenüber der Kommunistischen Partei sowjetischer Prägung, die schließlich beim Abschluss des Hitler-Stalin-Paktes 1939 zur Loslösung und offiziell 1942 zum Parteiaustritt führte. Sein Bundschuh-Roman von 1936, Die Saat, forderte als historische Parabel (Bauernkriegsroman mit Bauernführer und Sozialrebell Joss Fritz als tragende Figur) zum antifaschistischen Kampf auf. Als Mitglied der Internationalen Brigaden nahm Gustav Regler, wie viele andere republikanisch oder links eingestellte Schriftsteller, als Freiwilliger am Spanischen Bürgerkrieg teil. Er wurde Politischer Kommissar der XII. Brigade, beteiligte sich aktiv an den Kämpfen und wurde 1937 bei Huesca schwer verwundet. Seine Tagebuchaufzeichnungen sind die Basis für seinen Roman über den Spanischen Bürgerkrieg, der 1940 in der englischen Fassung The Great Crusade erschien, mit einem Vorwort seines Freundes Ernest Hemingway. Regler gab Hemingway jene Informationen, die dieser später in Wem die Stunde schlägt verarbeitete.
Unmittelbar nach seiner Genesung begab er sich auf eine Spendensammelreise für den Sanitätsdienst der Republikanischen Armee durch die USA. Bei Kriegsausbruch 1939 wurde Regler in Frankreich im Pyrenäenlager Le Vernet interniert. Auf Intervention prominenter Fürsprecher wie Eleanor Roosevelt und Ernest Hemingway wurde er entlassen und emigrierte 1940 mit seiner Frau Marie Luise Vogeler über die USA nach Mexiko. Hier wohnte er in der Nähe der Schriftstellerin Lenka Reinerová. Ernest Hemingway half seinem Freund Regler in den ersten schwierigen Exil-Jahren mit finanzieller Zuwendung.
Aufgrund seiner zunehmend distanzierten Haltung zur Politik der Sowjetunion geriet er mehr und mehr in Konflikte. Angriffe und Verleumdungen seiner früheren Freunde wie Egon Erwin Kisch und Ernst Bloch ließen ihn nicht zur Ruhe kommen. Auch Reinerová unterhielt ein keinesfalls konfliktfreies Verhältnis zu Regler. Als sich Regler unter anderem wegen des Hitler-Stalin-Paktes immer mehr von der Sowjetunion distanzierte, kam es zum Bruch.
„Aus der heutigen Sicht ist das schwer zu verstehen, aber damals galt eine solche Distanzierung geradezu als Verrat“, sagte Lenka Reinerová einmal. Während des Krieges sei die „Parole“ gewesen: Zusammenhalten! „Als dann Reglers Frau Mieke starb, die wir natürlich gut kannten, haben wir ihm nicht einmal ein Beileidsschreiben geschickt“, bedauerte sie später.
Die langjährige Krebserkrankung seiner Frau und ihr Ableben am 21. September 1945 in Coyoacán, beeinträchtigte Regler ebenfalls in seinem literarischen Schaffensprozess. Für seine Lyrikbände fand er keinen Verlag, sodass sie als Privatdrucke erschienen. Die Faszination für die kulturelle und historische Vielfalt seiner neuen Heimat schlug sich in seinen Publikationen Vulkanisches Land und Amimitl nieder. 1946 ging er seine dritte Ehe mit der US-Amerikanerin Margret (Peggy) Paul ein. Sein 1948 bei der Büchergilde Gutenberg erschienener Heimkehrerroman Sterne der Dämmerung bezeugt Reglers eigene Existenzsituation bezüglich politischer Einsichten und eine gewisse Resignation. Sein erster Besuch im Nachkriegsdeutschland erfolgte 1949. Ab 1952 hielt sich Regler zunehmend regelmäßig wieder in Europa auf. Er reiste viel, arbeitete an diversen literarischen Projekten, hielt Vorträge im Rundfunk, drehte Filme. 1955 kam sein Renaissance-Roman Aretino heraus, ein kulturhistorisches Porträt Pietro Aretinos, des berühmten Schriftstellers und Freundes von Tizian. Zu seinem letzten Hauptwerk wurde 1958 die Autobiografie Das Ohr des Malchus. 1960 wurde Regler der 1. Kunstpreis des Saarlandes (Literatur) zugesprochen.
1963 starb Gustav Regler auf einer Studienreise in Neu-Delhi/Indien. Seine Grabstätte befindet sich in seinem Geburtsort Merzig/Saar.

## Rezeption

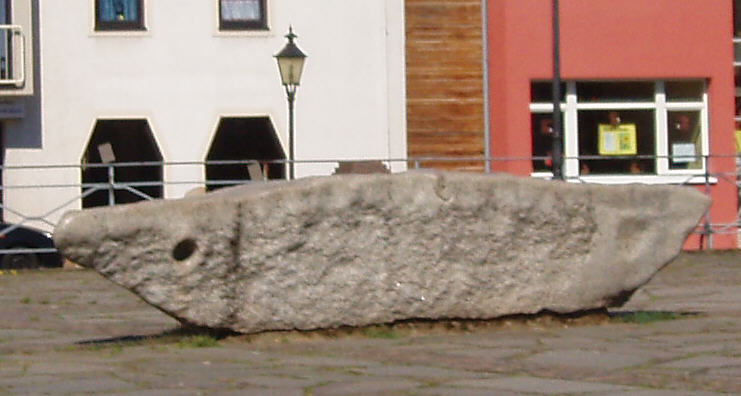
Gedenkstein in Merzig

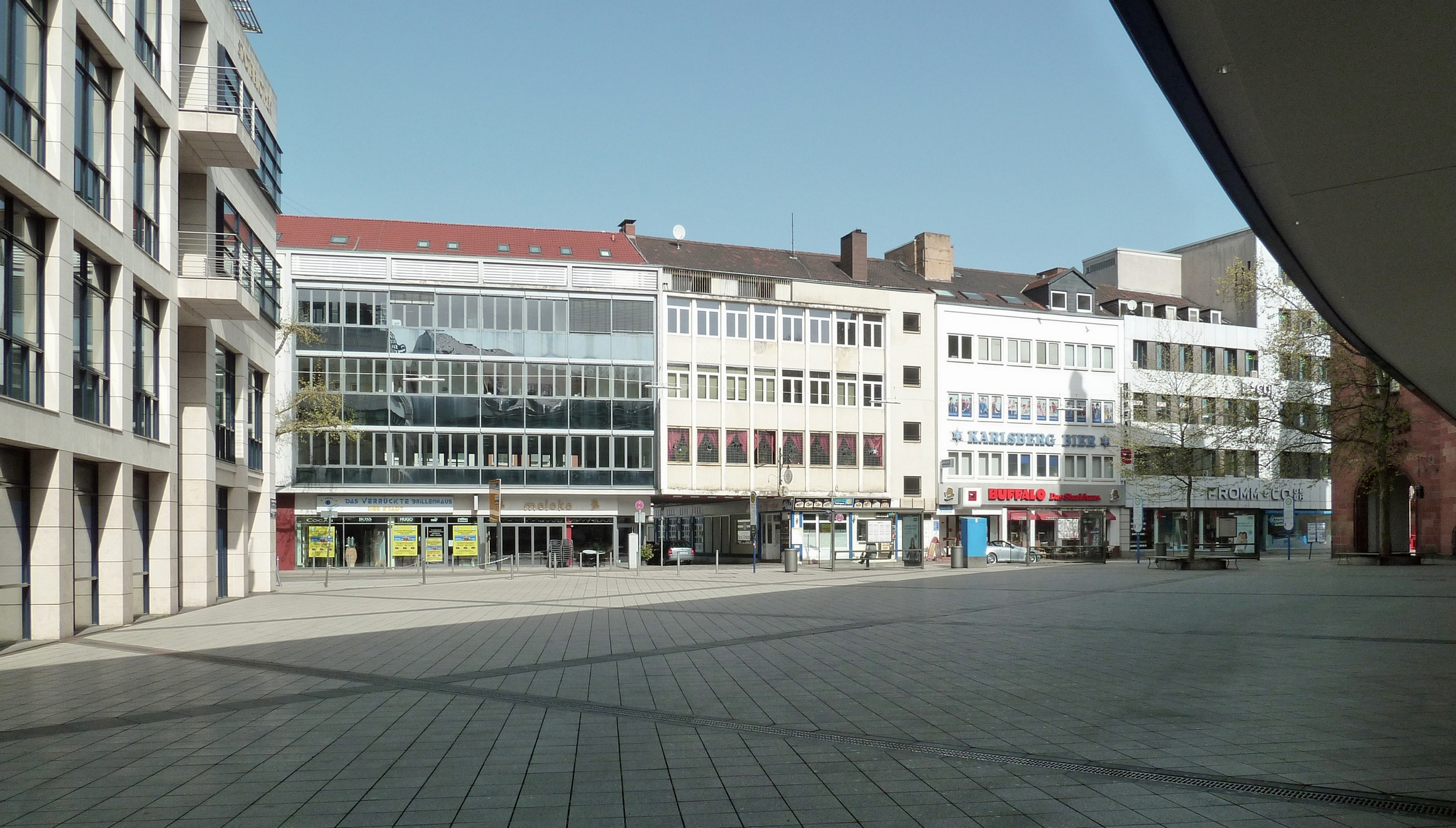
Gustav-Regler-Platz in Saarbrücken

Als Autor einiger wichtiger Schlüsselromane der westeuropäischen Linken der 1930er und 1940er gilt Gustav Regler bis heute als ebenso wichtiger wie authentischer Zeitzeuge. Sein literarisches Œuvre umfasst mehr als ein Dutzend Titel – politische und historische Romane, journalistische Arbeiten, eine Kunstmonografie und eine autobiografische Lebensgeschichte. Außer unter seinem echten Namen veröffentlichte Gustav Regler auch unter den Pseudonymen Thomas Michael, Thomas Michel und Gustav Saarländer. Als wichtiger Zeitzeuge empfahl er sich unter anderem aufgrund der zahlreichen Persönlichkeiten, die seinen Lebensweg gekreuzt haben – darunter Ernest Hemingway, Klaus Mann, Anna Seghers, André Malraux, André Gide, Maxim Gorki, Wolfgang Paalen und Ilja Ehrenburg.
Sein 1958 erschienener Roman Das Ohr des Malchus erzählt nicht nur seine Autobiografie, sondern zugleich auch einen exemplarischen Lebenslauf eines Mannes im 20. Jahrhundert, „der vom politischen Kommissar der Internationalen Brigade im Spanischen Bürgerkrieg zum Antikommunisten wurde“. Harig erkennt in dem Werk auch ein „Bekenntnis zur Wechselhaftigkeit“, die auch das Liebes- und Sexualleben betreffen. Wie in dem Roman Wasser, Brot und blaue Bohnen (1932) geht es auch um Männerfreundschaften, die er teilweise in sadomasochistischer Szenerie schildert.
1994 erschien der erste Band der Gustav-Regler-Werkausgabe im Frankfurter Stroemfeld Verlag. Von dieser auf 15 Bände angelegten Edition sind bis zum Jahr 2022 12 Bände und ein Supplement-Band erschienen. Angelehnt an Reglers Autobiographie Das Ohr des Malchus entstand 1995 der Spielfilm Brennendes Herz – Tagebuch einer Flucht (Regie: Peter Patzak), im Auftrag des Saarländischen Rundfunks. Außerdem beschäftigen sich zwei Dokumentarfilme – ebenfalls im Auftrag des Saarländischen Rundfunks – mit Regler: 1972 Merzig-Moskau-Mexiko (Regie: Georg Bense und Günther Halkenhäuser) und 2011 Den Himmel auf Erden suchen – Gustav Reglers zweite Heimat Mexiko (Regie: Boris Penth).

## Ehrungen
Im Saarland erinnern einige Gedenksteine, Plätze und Denkmäler an Gustav Regler – darunter Gedenksteine auf dem Gustav Regler-Platz in Merzig und im Saarbrücker Stadtteil St. Johann. Die saarländische Stadt Neunkirchen hat eine Straße nach ihm benannt. Die von der Stadt Merzig und dem Saarländischen Rundfunk ausgelobten Gustav-Regler-Preise werden seit 1999 alle drei Jahre vergeben. 1978 wurde die Arbeitsstelle für Gustav-Regler-Forschung an der Universität des Saarlandes gegründet (seit 1996 integriert in das neu gegründete Literaturarchiv Saar-Lor-Lux-Elsass). Darüber hinaus existiert seit 1975 ein privat unterhaltenes Gustav-Regler-Archiv, geführt von Annemay Regler-Repplinger, der Nichte des Schriftstellers.

## Veröffentlichungen

### Monografien
- Die Ironie im Werk Goethes. Zugleich Dissertation. B. Dietze, Leipzig 1923.
- Wolfgang Paalen. Nierendorf Editions, New York 1946.
- Amimitl oder Die Geburt eines Schrecklichen. Saar-Verlag, Saarbrücken 1947.
- Vulkanisches Land. Ein Buch von vielen Festen und mehr Widersprüchen. Saar-Verlag, Saarbrücken 1947.
  - Neuauflage: Vulkanisches Land. Mit einem Nachwort von Hans-Albert Walter. Steidl, Göttingen 1987, ISBN 978-3-88243071-4.

München, Paul List, 1954.
- Verwunschenes Land Mexiko. Paul List, München 1954.

### Prosa

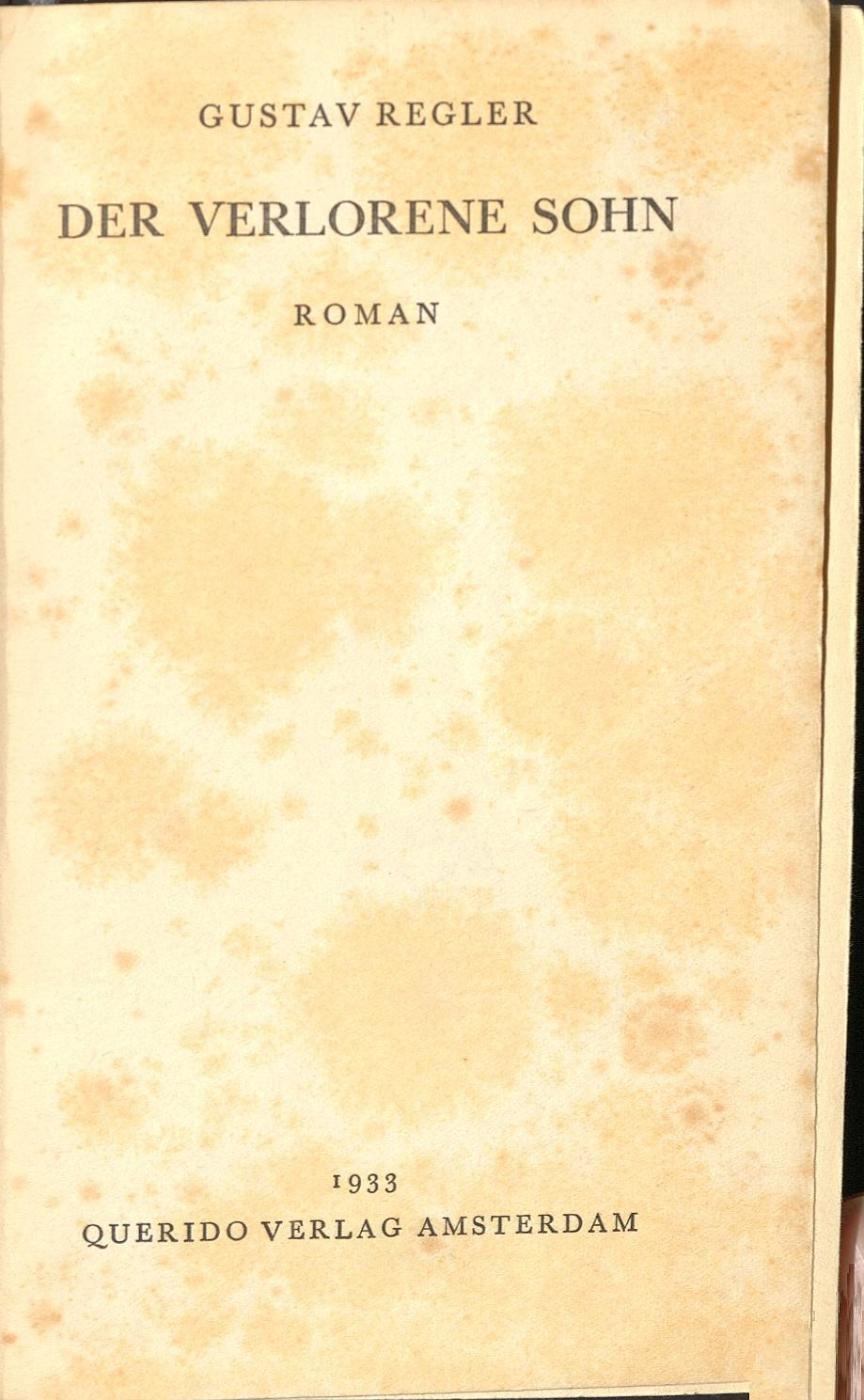
Der verlorene Sohn, 1933 beim Querido-Verlag, Amsterdam

- Zug der Hirten. Otto Quitzow Verlag, Lübeck 1928.
- Die Söhne aber gehen zu den Knechten. 1929
- Hahnenkampf. Abenteuer eines französischen Mädchens. 1931
- Wasser, Brot und blaue Bohnen. Neuer Deutscher Verlag, Berlin 1932.
- Erstausgabe: Der verlorene Sohn. Kiepenheuer Verlag, Berlin 1933.
  - Exilausgabe: Der verlorene Sohn. Querido Verlag, Amsterdam 1933.
- Im Kreuzfeuer. Ein Saar-Roman. Querido Verlag, Amsterdam 1934.
- Die Saat. Roman aus den deutschen Bauernkriegen. Querido Verlag, Amsterdam 1936.
- The Great Crusade. Aus dem Deutschen ins Englische übersetzt von Whittaker Chambers. Mit einer Einleitung von Ernest Hemingway. New York 1940.
  - Deutsche Ausgabe: Das große Beispiel. Roman einer internationalen Brigade. Mit einem Vorwort von Ernest Hemingway sowie vierzehn Montagebildern von Juergen Seuss. Kiepenheuer & Witsch, Köln 1976.
- The Bottomless Pit. Der Brunnen des Abgrunds. Mit fünf Illustrationen von Marie Louise Vogeler-Regler. La Nacional Impresora, Mexiko 1943.
- Der Turm und andere Gedichte. Mit Illustrationen von Phil Burns. Peregrina-Verlag, Calw 1951.
- Aretino. Freund der Frauen, Feind der Fürsten. Scherz & Goverts, Stuttgart 1955.
- Juanita. Roman aus dem Spanischen Bürgerkrieg. Mit acht Bildern von Klaus Böttger. Büchergilde Gutenberg, Frankfurt am Main 1986, ISBN 978-3-7632-3228-4.

### Autobiografie
- Das Ohr des Malchus. Eine Lebensgeschichte. Kiepenheuer & Witsch, Köln 1958.

### Briefe
- Briefe an Klaus Mann. Mit einem Briefentwurf von Klaus Mann. In: Sinn und Form. 2/2011, S. 149–176.

### Werkausgabe
Die Werke von Gustav Regler erscheinen seit 1994 beim Stroemfeld Verlag in der Herausgeberschaft von Gerhard Schmidt-Henkel (1925–2011), Ralph Schock, Günter Scholdt und Hermann Gätje. Verantwortlich für die Werkausgabe ist die an der Universität des Saarlandes bestehende Arbeitsstelle für Gustav-Regler-Forschung. Bis zum Jahr 2024 sind zwölf Bände sowie ein Supplementband erschienen:
- Band 1: Gerhard Sauder (Hrsg.): Zug der Hirten. Die Söhne gehen zu den Knechten. Der verlorene Sohn. Stroemfeld, Basel / Frankfurt 1994, ISBN 3-87877-424-9.
- Band 2: Michael Rohrwasser (Hrsg.): Wasser, Brot und blaue Bohnen. Im Kreuzfeuer. Stroemfeld, Basel / Frankfurt 1994, ISBN 978-3-87877-426-6.
- Band 3: Reiner Wild (Hrsg.): Die Saat. Roman aus den deutschen Bauernkriegen. Stroemfeld, Basel / Frankfurt 2002, ISBN 978-3-87877-428-0.
- Band 4: Michael Winkler (Hrsg.): Der große Kreuzzug. Tagebuch 1937 aus dem Spanischen Bürgerkrieg. Mit einem Vorwort von Ernest Hemingway. Stroemfeld, Basel / Frankfurt 1996, ISBN 978-3-87877-430-3.
- Band 5: Ralph Schock (Hrsg.): Juanita. Stroemfeld, Basel / Frankfurt 1998, ISBN 978-3-87877-432-7.
- Band 6: Günter Scholdt, Hermann Gätje (Hrsg.): Sohn aus Niemandsland. Tagebücher 1940–1943. Stroemfeld, Basel / Frankfurt 1994, ISBN 978-3-87877-434-1
- Band 7: Hansjürgen Blinn (Hrsg.): Amimitl. Verwunschenes Land Mexiko. Stroemfeld, Basel / Frankfurt 1995, ISBN 978-3-87877-436-5.
- Band 8: Michael Winkler (Hrsg.): Keine bleibende Stadt. Stroemfeld, Basel / Frankfurt 1997, ISBN 978-3-87877-438-9.
- Band 9: Helene Harth, Sabine Zangenfeind (Hrsg.): Aretino. Freund der Frauen – Feind der Fürsten. Stroemfeld, Basel / Frankfurt 2000, ISBN 978-3-87877-440-2.
- Band 10: Gerhard Schmidt-Henkel, Hermann Gätje (Hrsg.): Das Ohr des Malchus. Stroemfeld, Basel / Frankfurt 2007, ISBN 978-3-87877-475-4.
- Band 11: Ulrich Kittstein (Hrsg.): Gesammelte Gedichte. Hahnenkampf (Komödie). Stroemfeld, Basel / Frankfurt 2004, ISBN 978-3-87877-444-0.
- Band 12: In Vorbereitung.
- Band 13.1: Ralph Schock, Günter Scholdt (Hrsg.). Briefe I: 1915–1940. Stroemfeld, Basel / Frankfurt 2013, ISBN 978-3-87877-448-8.
- Band 13.2: In Vorbereitung.
- Band 14: In Vorbereitung.
- Supplement: Ralph Schock (Hrsg.): Gustav Regler – Klaus Mann Briefwechsel. Stroemfeld, Basel / Frankfurt 2013, ISBN 978-3-86600-168-8.